# Francis Blanche
Francis Blanche   (11è districte de París, 20 de juliol de 1921 - 15è districte de París, 6 de juliol de 1974) fou un actor, cantant i humorista francès.
Va néixer el 20 de Juliol 1921.

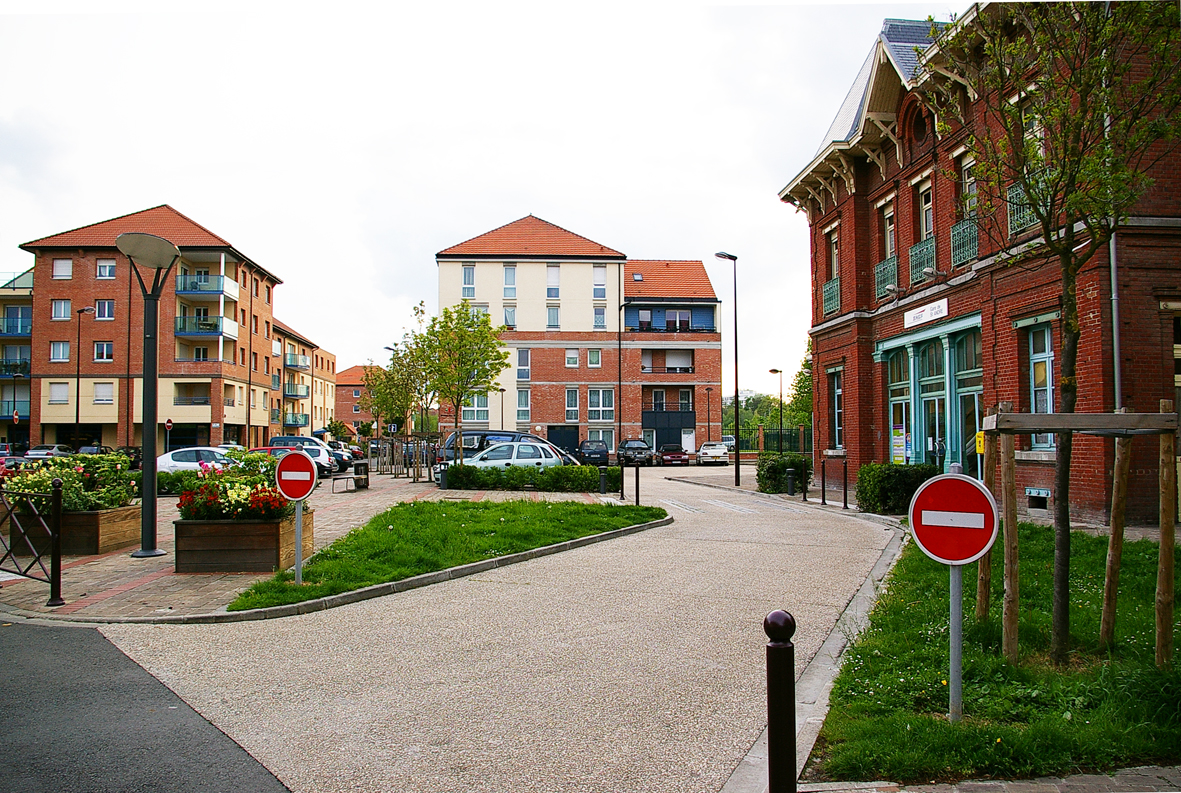
Un carrer Francis Blanche

Era d'una família d'artistes i d'actors, com el seu pare, Louis Blanche, o el seu oncle, el pintor Emmanuel Blanche. Així doncs va formar un duo amb el seu company, Pierre Dac. Van fer espectacles còmics durant anys, com el famós Sâr Rabindranath Duval. Fou també l'autor de nombrosos enganys telefònics als anys 1980. Va ser actor en un gran nombre de pel·lícules des del 1942 fins a la seva mort, d'un atac de cor als 52 anys.